# Fabienne Pakleppa
Fabienne Pakleppa (* 27. September 1950 in Lausanne, Schweiz) ist eine Schweizer Schriftstellerin.

## Leben
Obwohl in der französischsprachigen Schweiz aufgewachsen, schreibt sie ausschließlich in Deutsch, der Sprache, wegen der sie einmal in der Schule sitzenblieb. Nach dem Abitur 1970 studierte sie Germanistik, Romanistik und Philosophie in Genf. Seit 1972 lebt sie in Deutschland, zunächst in Heidelberg, seit 1976 in München. Sie ging verschiedenen Tätigkeiten, vor allem in der Psychiatrie und in der Filmbranche, als Französischlehrerin, Dozentin bei der Volkshochschule, Übersetzerin, Lektorin und Journalistin nach. Seit 1990 lebt sie vor allem als Schriftstellerin, auch als Ghostwriter.

## Werke
- Himmelsjäger, Roman, Phantastische Bibliothek Suhrkamp 1993, ISBN 3-518-38714-6
- Die Aufsässigen, Roman, Insel Verlag 1995, ISBN 3-458-16687-4
- Schließ die Augen, Kurzgeschichtensammlung, Attika Verlag 1997
- Die Birke, Roman, Luchterhand Verlag 1999, ISBN 3-630-87031-7
- LustOpfer (F. Pakleppa, Volker Derlath) 2002, ISBN 3-934036-83-X
- Mein unverschämter Liebhaber, erotische Kurzgeschichten, Heyne Verlag 2000, ISBN 3-453-19532-9
- Marben, Ashti (Irak) Im Schatten des Diktators. Mein Leben im Irak aufgezeichnet von Fabienne Pakleppa. Ullstein-Verlag 2003, ISBN 3-548-36470-5
- Als ob der Schnee alles zudeckte. Eine Krankenschwester erinnert sich von Ingeborg Ochsenknecht, aufgezeichnet von Fabienne Pakleppa, Econ Verlag 2004, ISBN 3-430-17245-4
- Die Welt in meinen Händen. Ein Leben ohne Hören and Sehen. von Peter Hepp, mit Margherita Hepp und Fabienne Pakleppa, List Verlag 2005, ISBN 3-471-79534-0
- Peter Wirt geht baden, Roman

- Sucht. Therapiebericht in 10 Sitzungen.  Hörspiel. Regie: Klaus Dieter Pittrich. Prod.: WDR, 1995.
- Durchhalten . Hörspiel, Prod.: SWR, 1999
- Dachschaden. Hörspiel. Prod.: SWR, 2001.
- In vino veritas. Hörspiel. Prod.: SDR, 2002
- Ahnenforschung. Hörspiel. Prod.:  SDR 2003

## Auszeichnungen
- Literaturstipendium der Stadt München 1991
- Pro Helvetia Werkauftrag für den Roman Die Birke 1997
- Gratwanderpreis 1997
- Würth-Literaturpreis 2000 (gemeinsam mit Friedrun Schütze-Schröder und Hellmut Seiler)
- Ernst-Hoferichter-Preis 2002 (gemeinsam mit Georg Maier)
- ihres deinen und deren deinen*

## Kritik
„Die Mechanismen von Macht, Anpassung und Verweigerung schildert Fabienne Pakleppa, als wäre das Buch ein Nachklapp zum verflossenen Arbeiter- und Bauern-Staat; auch dort wurde ja rausgeworfen oder rausgeekelt, wer sich als allzu renitent erwies. Da die Autorin aber in der Schweiz geboren und aufgewachsen ist, kann solch kurzschlüssige Sichtweise dem Buch wohl kaum gerecht werden. Die Aufsässigen handelt von der Pervertierung der Macht und der Gesellschaft; sehr pessimistisch läßt Pakleppa die Welt an den Menschen zugrundegehen, und die Menschen gleich mit. Der Geschlechtsverkehr ist nur noch ein ebenso häufiger wie erfolgloser Versuch von Liebe... Die Welt ist schon untergegangen. Wir haben es bloß noch nicht bemerkt.“